# Leucobryum wattsii
Leucobryum wattsii är en bladmossart som beskrevs av Brotherus 1916. Leucobryum wattsii ingår i släktet Leucobryum och familjen Dicranaceae. Inga underarter finns listade i Catalogue of Life.